# Nút thích

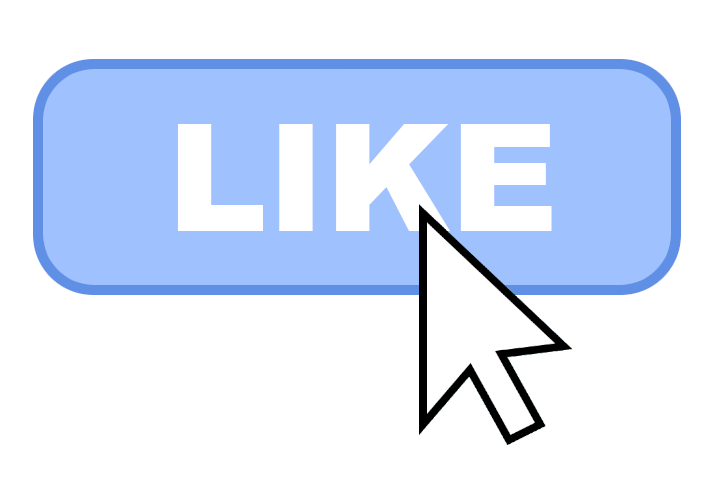
Ví dụ về nút thích

Một nút thích (tiếng Anh: like button) là một tính năng trong phần mềm truyền thông như các dịch vụ mạng xã hội, diễn đàn trực tuyến, các trang web tin tức và blog nơi người dùng có thể bày tỏ sự thích thú hoặc ủng hộ một số nội dung nhất định.
Các dịch vụ internet có nút thích thường hiển thị số người dùng đã thích từng nội dung, và có thể hiển thị danh sách một phần hoặc toàn bộ số người dùng này. Đây là một cách có tính định lượng hơn so với các cách bày tỏ phản hồi tới nội dung khác, như viết một tin nhắn phản hồi.
Một số trang web còn có một nút không thích hay nút dislike, để người dùng có thể bày tỏ sự ủng hộ, phản đối hoặc trung lập của mình. Các trang web khác đưa vào các hệ thống bầu chọn nội dung web phức tạp hơn, ví dụ như hệ thống năm sao hoặc các nút phản ứng nhằm thể hiện nhiều cảm xúc hơn tới nội dung.

## Ứng dụng

### FriendFeed
Nút thích được lần đầu công bố trên FriendFeed dưới dạng một tính năng vào ngày 30 tháng 10 năm 2007 và đã được phổ biến trong cộng đồng này. Tính năng này sau đó đã được tích hợp vào Facebook trước khi FriendFeed được Facebook mua lại ngày 10 tháng 8 năm 2009.

### Facebook

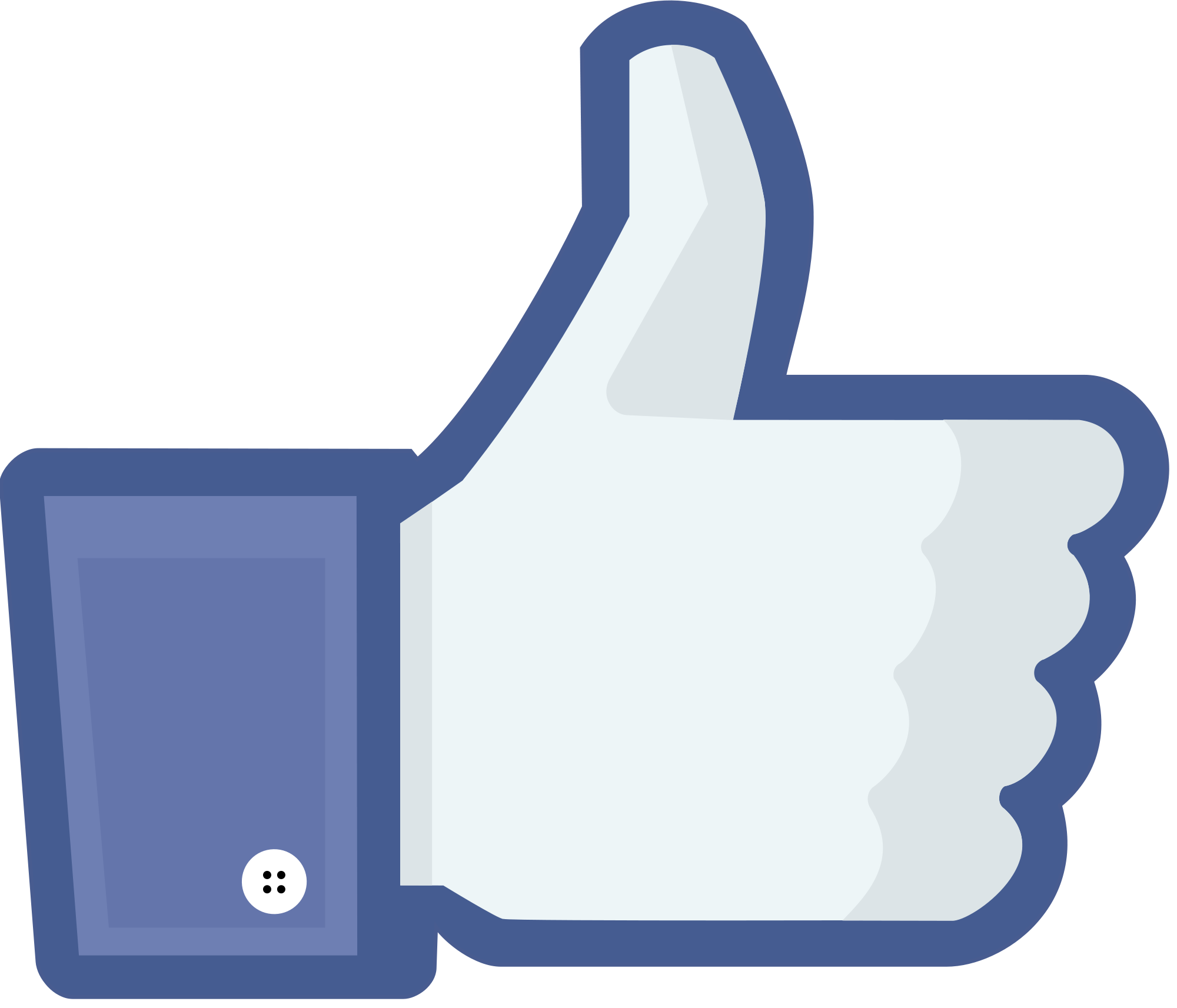
Nút "Thích" được dùng trong Facebook.

Nút thích của Facebook được thiết kế với hình ảnh ngón tay cái giơ lên. Ban đầu nó được đề xuất có hình ngôi sao hoặc dấu cộng, và trong lúc phát triển tính năng này được gọi là "tuyệt vời" thay vì "thích". Nó được giới thiệu vào ngày 9 tháng 2 năm 2009. Tháng 5 năm 2016, Facebook giới thiệu thêm các nút bày tỏ cảm xúc - một cách mới để bày tỏ cảm xúc của mỗi người tới các bài đăng trên Facebook. Các nút cảm xúc này bao gồm "Yêu thích", "Haha", "Wow", "Buồn" và "Phẫn nộ".

### YouTube
Năm 2010, trong quá trình tái thiết kế lại dịch vụ, YouTube chuyển đổi từ hệ thống đánh giá dựa trên sao sang các nút Thích/Không thích. Theo hệ thống cũ, người dùng có thể đánh giá các video theo thang từ 1 tới 5 sao; các nhân viên của YouTube cho rằng thay đổi này phù hợp với cách sử dụng của người dùng, khi mà các đánh giá 2, 3 và 4 sao không được dùng nhiều.
Năm 2012, YouTube thử nghiệm ngắn việc thay thế các nút Thích và Không thích bằng nút Google+ +1.

### Google

Nút thích của Google+

Google có nút thích gọi là +1, được giới thiệu vào tháng 6 năm 2011. Vào tháng 8 năm 2011, nút +1 còn trở thành nút để chia sẻ bài viết.

### Instagram
Instagram có một nút thích với hình biểu tượng trái tim đỏ giống như trên Twitter, Tumblr và VK. Trên ứng dụng di động, người dùng còn có thể chạm đúp vào một ảnh để thích ảnh đó.

### Twitter
Ngoài tính năng "tweet lại", người dùng Twitter còn có thể "yêu thích" các bài viết trên dịch vụ qua một nút biểu tượng hình sao vàng. Vào tháng 11 năm 2015, nhằm giảm bớt nhầm lẫn cho người dùng và để cho giống hơn với các mạng xã hội khác, chức năng "yêu thích" được đổi tên thành "thích", và nút thích đổi từ hình sao vàng sang hình trái tim.

### Tumblr
Nút thích Tumblr có dạng trái tim đỏ () giống như trên Twitter và Instagram.

### Sina Weibo
Sina Weibo có nút thích với chức năng tương tự như Twitter.

### Strava
Strava, một ứng dụng theo dõi GPS khi đạp xe và chạy bộ, có một nút "Kudos" cho phép người dùng lựa chọn thích các hoạt động của bạn bè mình.

### VK
Nút thích của VK dành cho các bài viết, bình luận, phương tiện và các trang bên ngoài hoạt động khác so với Facebook. Các nội dung được thích không được tự động đưa vào tường của người dùng, mà được lưu vào mục Yêu thích (riêng tư).

### LinkedIn
LinkedIn, một nền tảng mạng xã hội tập trung vào doanh nghiệp và cơ hội việc làm, cũng áp dụng nút thích tương tự nhằm cho phép người dùng theo dõi các bài viết thú vị cũng như chia sẻ chúng cho bạn bè.

## Các vấn đề pháp lý
Vào năm 2017, một người đàn ông bị phạt 4.000 franc Thụy Sỹ bởi một tòa án địa phương ở Thụy Sỹ do đã thích các thông điệp phỉ báng người khác trên Facebook được viết bởi những người khác nhằm chỉ trích một nhà hoạt động. Theo tòa, bị cáo "rõ ràng đã ủng hộ nội dung không phù hợp và biến nó thành của mình".